# Брент Фајаз
Кристофер Брент Вуд (енгл. Christopher Brent Wood; рођен 19. септембра 1995), познатији по сценском имену Брент Фајаз, је амерички певач из Колумбије у Мериленду. 

## Ране године
Фајаз је почео да ствара музику са дванаест година. Његови родитељи нису увек имали разумевање за његове снове као музичара, за које је Фајаз рекао да су му гарантовани јер га је „увек ометала" његова љубав према музици.

## Каријера

### 2013–2016: Рана каријера иА. М. Парадокс
Фајаз је почео да поставља своју експерименталну музику (Црно дете ЕП енгл. Black Child EP) на Саунд клауд (енгл. SoundCloud) 2014. године и преселио се из родне Колумбије, у Мериленду, у Шарлот у Северној Каролини, пре него што се настанио у Лос Анђелесу у Калифорнији како би наставио музичку каријеру. Он је 19. јануара 2015. објавио свој дебитантски сингл „Алуре" (енгл,Allure"). Првог јуна 2016. године, Фајаз је објавио „Инвајт ми" (енгл,Invite Me"), главни сингл са свог предстојећег дебија ЕП. Он је 19. септембра 2016. године, на његов 21. рођендан, објавио ЕП под називом А. М. Парадоx који је добио позитивне оцене музичких критичара.
У октобру 2016, Фајаз је формирао групу по имену Сондер (енгл. Sonder) са продуцентима плоча Дпат и Ату (енгл. Dtapи Atu). Група је објавила свој дебитантски сингл „Само за једну ноћ" (енгл,One night only"), 25. октобра. 16. децембра 2016. године, Фајаз је приказан заједно са репером Шај Глизијем (енгл. Shy Glizzy) на синглу „Кру" (енгл,Crew") репера ГолдЛинк-а (енгл. GoldLink).

### 2017–данас:Into, Sonder Son, Fuck the World
Сондер је 26. јануара 2017. објавио свој деби ЕП Инто (енгл. Into), по којем их је Дуплион назвао својим „Уметником месеца" (енгл,Artist of the Month") за јануар 2017. ЕП је такође заузео 23. место по Комплексу на листи „Најбољи албуми 2017; за сада" (енгл,The Best Albums of 2017; So Far") 6. јуна 2017. Фајаз је 21. јуна 2017. приказан у ремиксу за ГолдЛинк-ов „Кру", у којем је такође наступио Шај Глизи и у којем је био репер Гучи Мејн. Фајаз је 8. марта 2019. године наступио на песми ,,Demons (Interlude)" са другог студијског албума Ђус Врлд-а (енгл. Juice Wrld) Death Race for Love.
Фајаз је објавио свој други ЕП Fuck the World, 7. фебруара 2020.  Достигао је врхунац на броју 20 на америчком Билборду 200. Он је 18. септембра 2020. године, дан пре свог рођендана, објавио сингл „Dead Man Walking". Вратио се са новим синглом „Гравитација" (енгл,Gravity") 29. јануара 2021. године. У продукцији ДЈ-а Дахија, у песми се појављује Тајлер (енгл. Tyler the Creator), који пружа „свемирски" стих, док Фајаз пева о „несигурној љубави и репује дестилованим гласом хвалећи оданост своје женске пратиље". Он је 8. фебруара објавио нову песму под називом „Кругови" (енгл,Circles"), као и спот. Тренутно ради на новом албуму под називом Make It Out Alive, који је у раном процесу снимања. Фајаз је 1. јула 2021. објавио нови сингл „Wasting Time" са Дрејком. Фајаз је до сада радио са бројним уметницима као што су Темс (енгл. Tems), Баби Ким (енгл. Baby Keem) и Мик Мил (енгл. Meek Mill).

## Дискографија

### Студијски албуми
| Наслов            | Детаљи албума |
| Sonder Son        | - Објављен: 13. октобра 2017. - Издавачка кућа: Lost Kids - Формат: Дигитално преузимање, грамофонска плоча (ограничено до 735 копија) |
| Make It Out Alive | - Планирано: ТBA - Издавачка кућа: Lost Kids - Формат: Дигитално преузимање, стримовање                                                |

### ЕП-ови
| Наслов              | Детаљи ЕП-ова |
| ------------------- | --- |
| Black Child EP      | - Објављен: 19. децембар, 2013. - Издавачка кућа: Самостално објављен - Формат: Дигитално преузимање                                             |
| A.M. Paradox        | - Објављен: 19. септембар, 2017. - Издавачка кућа: Самостално објављен - Формат: Дигитално преузимање                                            |
| Into (са Sonder-ом) | - Објављен: 26. јануар, 2017. - Издавачка кућа: Самостално објављен - Формат: Дигитално преузимање, грамофонска плоча (ограничено до 500 копија) |
| Lost                | - Објављен: 19. октобар, 2018. - Издавачка кућа: Lost Kids - Формат: Дигитално преузимање, стримовање                                            |
| Fuck the World      | - Објављен: 7. фебруара 2020. - Издавачка кућа: Lost Kids - Формат: Дигитално преузимање, стримовање, грамофонска плоча                          |

### Синглови

#### Као главни уметник
| Наслов                                                | Година | Вршне позиције на графикону \| US[20] \| CAN[21] \| NZ Hot[22] \| UK[23] \| | Вршне позиције на графикону \| US[20] \| CAN[21] \| NZ Hot[22] \| UK[23] \| | Вршне позиције на графикону \| US[20] \| CAN[21] \| NZ Hot[22] \| UK[23] \| | Вршне позиције на графикону \| US[20] \| CAN[21] \| NZ Hot[22] \| UK[23] \| | Сертификати      | Албум               |
| ----------------------------------------------------- | ------ | --------------------------------------------------------------------------- | --------------------------------------------------------------------------- | --------------------------------------------------------------------------- | --------------------------------------------------------------------------- | ---------------- | ------------------- |
| ,,Natural Release"                                    | 2014   | —                                                                           | —                                                                           | —                                                                           | —                                                                           |                  | Неалбумски синглови |
| ,,Allure"                                             | 2015   | —                                                                           | —                                                                           | —                                                                           | —                                                                           |                  | Неалбумски синглови |
| ,,Running On E"                                       | 2015   | —                                                                           | —                                                                           | —                                                                           | —                                                                           |                  | Неалбумски синглови |
| ,,Invite Me"                                          | 2016   | —                                                                           | —                                                                           | —                                                                           | —                                                                           |                  | A.M. Paradox        |
| ,,Poison"                                             | 2016   | —                                                                           | —                                                                           | —                                                                           | —                                                                           |                  | A.M. Paradox        |
| ,,Too Fast" (у сарадњи Sonder-ом)                     | 2016   | —                                                                           | —                                                                           | —                                                                           | —                                                                           |                  | A.M. Paradox        |
| ,,Trust"                                              | 2018   | —                                                                           | —                                                                           | —                                                                           | 98                                                                          | - RIAA: Платинум | Lost                |
| ,,Fuck the World (Summer in London)"                  | 2019   | —                                                                           | —                                                                           | —                                                                           | —                                                                           | - RIAA: Злато    | Fuck the World      |
| ,,Rehab (Winter in Paris)"                            | 2019   | —                                                                           | —                                                                           | —                                                                           | —                                                                           | - RIAA: Злато    | Fuck the World      |
| ,,Clouded"                                            | 2020   | —                                                                           | —                                                                           | —                                                                           | —                                                                           | - RIAA: Злато    | Fuck the World      |
| ,,Dead Man Walking"                                   | 2020   | —                                                                           | —                                                                           | —                                                                           | 85                                                                          | - RIAA: Злато    | TBA                 |
| ,,Gravity" (са DJ Dahi, у сарадњи Tyler, the Creator) | 2021   | 71                                                                          | 87                                                                          | 3                                                                           | 60                                                                          |                  | TBA                 |
| ,,Wasting Time" (у сарадњи са Drake)                  | 2021   | 49                                                                          | 44                                                                          | 5                                                                           | 34                                                                          |                  | TBA                 |
| US                                                    | CAN    | NZ Hot                                                                      | UK                                                                          |                                                                             |                                                                             |                  |                     |